# Alliance anglo-japonaise

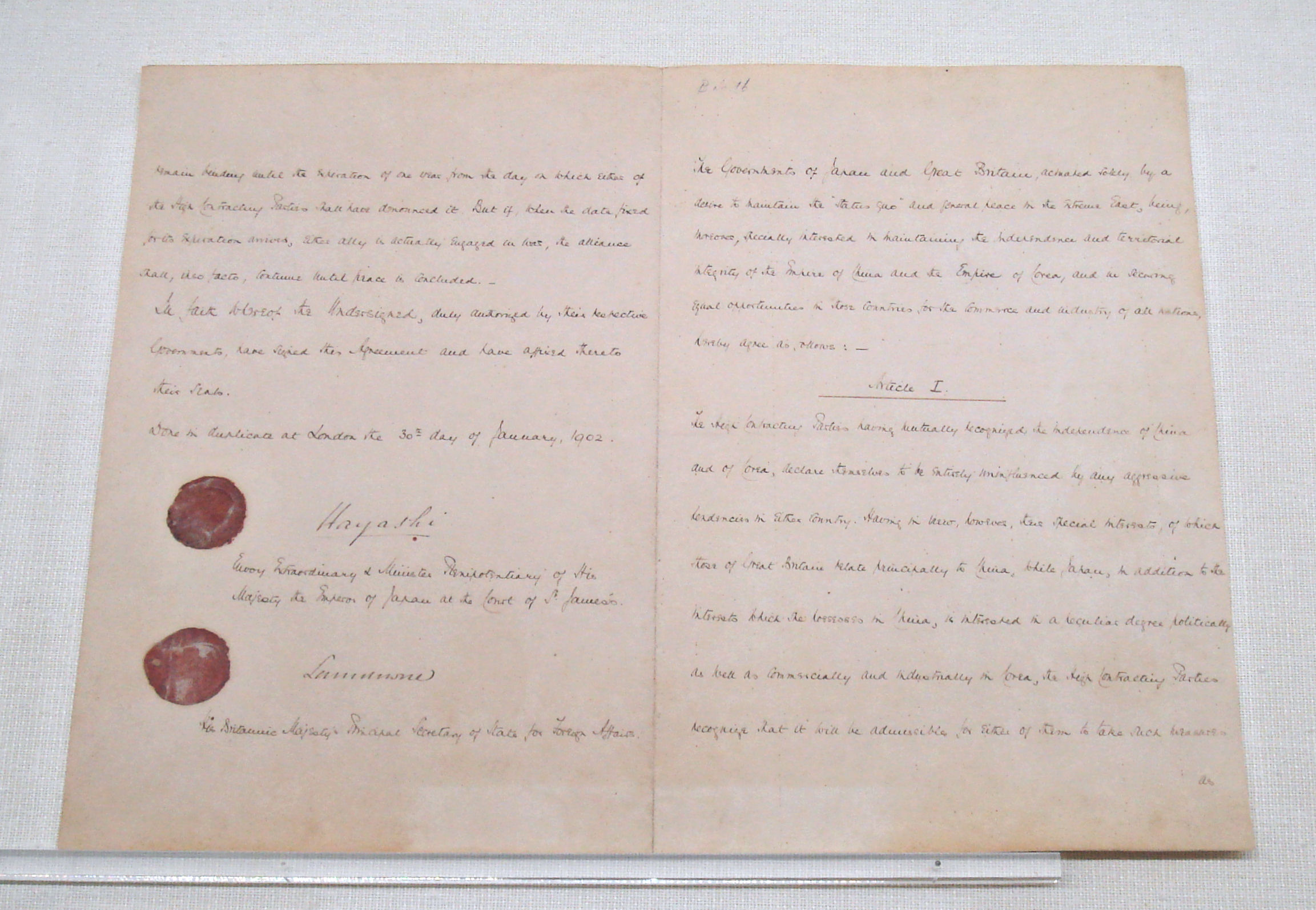
Alliance anglo-japonaise, 30 janvier 1902. Archives du Ministère des Affaires étrangères du Japon.

La première Alliance anglo-japonaise (日英同盟, Nichi-Ei Dōmei) est signée à Londres à ce qui est aujourd'hui le Lansdowne Club (en) le 30 janvier 1902, par Lord Lansdowne (Secrétaire d’État britannique) et Hayashi Tadasu (ambassadeur japonais à Londres). Cette promesse d'assistance mutuelle était motivée par la volonté d'endiguer l'influence russe grandissante en Asie. Il s'agit d'une étape importante dans la politique étrangère de la Grande-Bretagne, mettant ainsi fin à sa « splendid isolation », l'alliance est renouvelée et étendue par deux fois, en 1905 et 1911, avant qu'elle ne cesse en 1921. Elle est officiellement dénoncée en 1923 sous la pression des États-Unis qui voient le Japon se dresser comme un rival de premier ordre dans le Pacifique.
Au sein de l'Empire britannique, les dominions d'Australie et de Nouvelle-Zélande étaient favorables à une reconduction de l'alliance anglo-japonaise alors que le Canada y était opposé, pour ne pas irriter le gouvernement des États-Unis.